# Coregonus autumnalis
Coregonus autumnalis of de Arctische houting (Engels: Arctic Cisco, Inupiat: qaaqtaq ) is een straalvinnige vissensoort uit de familie van zalmen (Salmonidae). De wetenschappelijke naam van de soort is voor het eerst geldig gepubliceerd in 1776 door Peter Simon Pallas (1741–1811). In het Baikalmeer leeft de omoel Coregonus migratorius , een vis die soms nog als een ondersoort van de Artische houting, maar meestal als een aparte soort wordt beschouwd.

## Kenmerken
De vis wordt geslachtrijp bij een lengte tussen de 28 en 34 cm. De gemiddelde lengte is 47 cm, de maximaal waargenomen lengte is 65 cm. Kenmerken zijn onder andere 35 tot 54 (meestal 42 tot 46) kieuwboogaanhangels.

## Verspreiding, leefgebied en foerageergedrag
Deze houtingsoort komt voor in een groot gebied dat zich uitstrekt over Siberië tot in Alaska van de monding van de rivier de Mezen tot aan Point Barrow en Coronationgolf in Alaska. Daarnaast is de vis uitgezet in diverse wateren binnen de vroegere Sovjet-Unie. De vissen paaien in zoet water en trekken daarvoor soms honderden kilometers stroomopwaarts. De trek begint in juni en juli en de paaiplaatsen worden in september tot oktober bereikt. Tijdens de trek naar de paaiplaatsen wordt niet gefoerageerd. Jong broed en nuldejaars vissen trekken in het volgende voorjaar naar zee terug. Op zee foerageert deze houting op grotere kreeftachtigen en kleine visjes.

## Status
De vis is belangrijk voor de plaatselijke beroepsvisserij. Volgens de IUCN (in 2008) gaat de visstand achteruit, hoewel de Arctische houting nog wijd verspreid voorkomt. Echter, het tempo van achteruitgang ligt onder de 30% in drie generaties. Om deze reden staat deze houting als niet bedreigd op de Rode Lijst van de IUCN.